# Bellator 121
Bellator 121: Lins vs. Heidlage foi um evento de artes marciais mistas promovido pelo Bellator MMA, ocorrido em 6 de junho de 2014 no WinStar World Casino em Thackerville, Oklahoma. O evento foi ao ar na Spike TV nos Estados Unidos.

## Background
O evento contaria com a luta pelo Cinturão Peso Pena do Bellator entre Pat Curran e Patrício Freire. Porém, em 21 de Maio, foi anunciado que Curran teria que se retirar da luta devido a uma lesão no calcanhar.

## Resultados
Nota 1 Quartas de Final do Torneio de Meio Pesados da Temporada de Verão de 2014.

Nota 2 Coleman perdeu um ponto no terceiro round por uma joelhada ilegal.

## Ligações Externas
1. ↑  Nota 1
2. ↑  Nota 1
3. ↑  Nota 2
4. ↑  Nota 1